# Scariff
Scariff (iriska: An Scairbh) är en liten stad i östra delen av grevskapet Clare på mellersta Irland. Scariff har ett aktivt musikliv samt marknad och midsommarfestival.  